# Dyscia albidaria
Dyscia albidaria là một loài bướm đêm trong họ Geometridae.